# Bothrops rhombeatus
Bothrops rhombeatus là một loài rắn trong họ Rắn lục. Loài này được Garcia mô tả khoa học đầu tiên năm 1896.